# Perú en el Campeonato Sudamericano de Fútbol Sub-20 de 2017
El XXVIII Campeonato Sudamericano Sub-20 se realizó entre el 18 de enero y el 11 de febrero de 2017. Perú fue uno de los 10 participantes.

## Participación
Perú sumó dos puntos, fruto de dos empates en cuatro jornadas, y no le alcanzó para superar la primera fase.

### Primera fase
| Equipo | Pts | PJ | PG | PE | PP | GF | GC | Dif |
| ------ | --- | -- | -- | -- | -- | -- | -- | --- |
| Perú   | 2   | 4  | 0  | 2  | 2  | 2  | 6  | -4  |

| 19 de enero de 2017, 19:15 | Argentina    | 1:1 (0:1) | Perú       | Estadio Olímpico, Ibarra                              |                                                       |
|                            | Martínez 89' | Reporte   | Siucho 12' | Asistencia: 1054 espectadores Árbitro(s): Carlos Orbe | Asistencia: 1054 espectadores Árbitro(s): Carlos Orbe |

| Uniformes | Uniformes |
| --------- | --------- |
|           |           |

| 21 de enero de 2017, 17:00 | Perú | 0:2 (0:0) | Bolivia                    | Estadio Olímpico, Ibarra                                 |                                                          |
|                            |      | Reporte   | Monteiro 55' · Miranda 89' | Asistencia: 896 espectadores Árbitro(s): Gustavo Murillo | Asistencia: 896 espectadores Árbitro(s): Gustavo Murillo |

| Uniformes | Uniformes |
| --------- | --------- |
|           |           |

| 23 de enero de 2017, 17:00 | Perú       | 1:1 (0:0) | Venezuela   | Estadio Olímpico, Ibarra                                  |                                                           |
|                            | Siucho 56' | Reporte   | Herrera 89' | Asistencia: 600 espectadores Árbitro(s): Anderson Daronco | Asistencia: 600 espectadores Árbitro(s): Anderson Daronco |

| Uniformes | Uniformes |
| --------- | --------- |
|           |           |

| 25 de enero de 2017, 19:15 | Uruguay                              | 2:0 (1:0) | Perú | Estadio Olímpico, Ibarra                                |                                                         |
|                            | Amaral 8' (pen.) · Schiappacasse 63' | Reporte   |      | Asistencia: 3990 espectadores Árbitro(s): Roberto Tobar | Asistencia: 3990 espectadores Árbitro(s): Roberto Tobar |

| Uniformes | Uniformes |
| --------- | --------- |
|           |           |